# Prêmio John J. Carty
O Prêmio John J. Carty (em inglês:  John J. Carty Award for the Advancement of Science) é concedido pela Academia Nacional de Ciências dos Estados Unidos "por conquistas de destaque em qualquer campo da ciência do espectro da academia". Concedido a primeira vez em 1932, o prêmio é concedido a áreas específicas desde 1961.

## Laureados
- 1932: John Joseph Carty
- 1936: Edmund Beecher Wilson
- 1939: William Henry Bragg
- 1943: Edwin Conklin
- 1945: William Frederick Durand
- 1947: Ross Granville Harrison
- 1950: Irving Langmuir
- 1953: Vannevar Bush
- 1961: Charles Hard Townes (física)
- 1963: William Maurice Ewing (geofísica)
- 1965: Alfred Sturtevant (bioquímica)
- 1968: Murray Gell-Mann (física teórica)
- 1971: James Watson (biologia molecular)
- 1975: John Tuzo Wilson (geofísica)
- 1978: John Mather (matemática pura)
- 1981: Shing-Tung Yau (matemática)
- 1984: Robert H. Burris (agronomia)
- 1987: Motoo Kimura (biologia evolucionista)
- 1991: Joseph Hooton Taylor (física)
- 1994: Marina Ratner (matemática)
- 1997: Patrick Vinton Kirch (antropologia)
- 2000: Donald Lynden-Bell (astronomia/astrofísica)
- 2003: David A. Freedman (estatística)
- 2004: Elinor Ostrom (ciências políticas e sociais)
- 2005: Robert Cava (materiais)
- 2006: Russell Doolittle (ciência da computação)
- 2007: Joseph R. Ecker (ciência das plantas)
- 2008: Thomas Eisner (ecologia)
- 2009: Joseph Felsenstein (evolução)
- 2010: Andre Geim (física)
- 2012: Michael Posner (ciência cognitiva)
- 2014: Joseph L. DeRisi (biologia)
- 2016: Michael Goddard e Theodorus Meuwissen (ciências agrárias)
- 2018: David M. Kreps, Paul Milgrom e Robert B. Wilson (economia)
- 2020: Carolyn Bertozzi (bioquímica)